# La Petite Cuillère
Pour plus de détails, voir Fiche technique et Distribution.
La Petite Cuillère est un court métrage français réalisé par Carlos Vilardebó, sorti en 1960.

## Synopsis
Un film de 10 minutes dont le sujet principal est une petite cuillère, la chose peut surprendre. Moins quand on saura que la dite petite cuillère (associée à quelques-unes de ses semblables) est en réalité une cuillère à fard exposée dans un musée parisien. Artefact symbolique, elle servait au temps de l'Antiquité égyptienne à farder le mort pour le protéger des mouches tout en lui gardant les yeux ouverts pendant son voyage dans l'au-delà. L'une de ces cuillères - en forme de nageuse nue - séduit particulièrement le réalisateur, qui la filme sous toutes les coutures.

## Fiche technique
- Titre : La Petite Cuillère
- Réalisation, conception et montage : Carlos Vilardebó
- Commentaire : Jeanne Vilardebo, dit par Jean Négroni
- Directeurs de la photographie : Michel Ciszewski, Carlos Vilardebó
- Accompagnement musical : Quatuor à cordes no 1 opus 18, de Ludwig van Beethoven (composé en 1798-1800, édité en 1801), interprété par le Quatuor hongrois
- Production : Société Nouvelle Pathé-Cinéma
- Procédé : 35 mm (positif & négatif), couleurs, son mono
- Durée : 10 min
- Date de sortie : 26 avril 1961 (en complément du documentaire de Gerald Calderon Le Grand Secret)
- Autres sorties : décembre 1960 (Journées internationales du court métrage de Tours) ; mai 1961 (Festival de Cannes)

## Distinctions
- Prix spécial du jury au Festival de Tours 1960
- Palme d'or du court métrage au festival de Cannes 1961
- Nomination à l'Oscar du meilleur court métrage 1962

## Lieux de tournage
- Petit Palais, 5 avenue Dutuit, Paris 8e
- Musée du Louvre, 99 rue du Louvre, Paris 1